# 오브두로돈
오브두로돈(Obdurodon)은 멸종된 고대 포유류로, 단공류 오리너구리의 일종이다. 신생대 제3기 중신세에 생존하였다. 발견된 지역인 오스트레일리아 북퀸즐랜드의 리버에서 지명을 따서 리버슬리 오리너구리(Riversleigh platypus)라고도 부른다. 일설에 의하면 1992년에 아르헨티나에서 발견된 모노트레마툼 수다메리카눔(Monotrematum sudamericanum)도 오브두로돈의 일종으로 보기도 한다.
1975년 티라리 사막의 에툰다나 포마션(Etudunna Formation)에서 마이크 우드버네(Mike O. Woodburne)와 딕 테드포드(Dick H. Tedford)에 의해 처음 발견되었다. 1984년에는 마이클 아서(Michael Archer), F.A 젠킨스(F. A. Jenkins), S. J 핸드(S. J. Hand) 등에 의해 북서부 퀸즐랜드의 리버리지(Riversleigh)에서 화석을 처음 발견하였다. 생김새와 특징은 현대의 오리너구리와 흡사하였으며, 한 종류인 오브드루돈 딕소니(Obdurodon dicksoni)는 현생 오리너구리보다 덩치가 컸다. 오스트레일리아 내에서 4종의 오브두로돈이 발견되었으며 생존시기는 제3기 중신세였다. 단, 1992년에 아르헨티나에서 발견된 모노트레마툼은 신생대 제3기 시신세인 6100만년 전에 생존한 종이다.